# 恩琴奇
恩琴奇，是匈牙利索博尔奇-索特马尔-贝拉格州所辖的一个村。总面积31.91平方公里，总人口1970，人口密度61.7人/平方公里（2011年1月1日）。